# روجر گومس
روجر گومس (اسپانیایی: Róger Gómez‎؛ زادهٔ ۷ فوریهٔ ۱۹۶۵) بازیکن و مربی فوتبال اهل کاستاریکا بود.
از باشگاه‌هایی که در آن بازی کرده‌است می‌توان به باشگاه ورزشی کارتاگینیس اشاره کرد.
وی همچنین در تیم ملی فوتبال کاستاریکا بازی کرده‌است.